# Black Pearl
Black Pearl é uma canção de gênero electronic-dubstep do grupo masculino sino-coreano EXO, interpretada pelos subgrupos EXO-K e EXO-M. Disponível em coreano e mandarim, a canção foi incluída em seu primeiro álbum de estúdio, XOXO, que foi lançado digitalmente em 3 de junho de 2013, sob o selo da gravadora SM Entertainment.

## Composição
"Black Pearl", de acordo com site de música coreana Naver, tem um som agressivo dos instrumentos de corda, combinadas com dubstep.
A canção foi composta por uma equipe de produtores musicais que incluem 2xxx!, Hyuk Shin, DK, Deanfluenza, Jasmine Kearse, Brittani Branco e JJ Evans. Hyuk Shin e DK já havia colaborado com a SM Entertainment compondo "Angel" e "Don't Go" do EXO, e "Dream Girl" do Shinee. Hyuk Shin também trabalhou com Jasmine Kearse e Brittani Branco no single do Fiestar "We Don't Stop". O arranjo de "Black Pearl" foi manipulado por Hyuk Shin e 2xxx!.
A letra da versão em coreano da canção foi escrita pelo compositor Seo Ji-eum que também contribuiu com suas habilidades em escrever linhas para "Twinkle" do Girls' Generation-TTS e "Electric Shock" do f(x). A letra em inglês para o rap foi fornecida pelo Jam Factory. Liu Yuan escreveu a versão em mandarim da música, bem como para outras três faixas do álbum. A letra fala de um "relacionamento e as lutas de um homem que sofreu por causa de seu amor".

## Lançamento
A faixa em 'desenvolvimento' foi produzida e gravado, em 2011, antes da estréia oficial do EXO na indústria do entretenimento, mas não foi incluída em seu primeiro EP Mama. A versão instrumental de "Black Pearl" foi usada como música de acompanhamento para oitavo vídeo teaser de estréia do grupo com a presença do membro Sehun. O vídeo foi liberado no canal oficial no Youtube da SM Entertainment em 11 de janeiro de 2012.
A música foi finalmente lançada como a terceira faixa do primeiro álbum de estúdio do EXO XOXO, que foi lançado em 3 de junho de 2013. A canção também foi a primeira faixa a ser utilizada para a versão drama do vídeo da música "Wolf", que foi lançado no canal oficial no Youtube da SM Town em 15 de julho de 2013.

## Recepção
"Black Pearl" ganhou opiniões favoráveis dos críticos de K-pop. O popular site de notícias de K-pop Allkpop considerou "Black Pearl" e "Heart Attack", particularmente interessante dizendo que "elas são baladas escuras que realmente combinam bem com motivo mítico do EXO". Seoulbeats também ficou satisfeito com a faixa apontando que tem um bom ritmo e fez um 'nice' de transição de "Baby, Don't Cry". O revisor elogiou a faixa pela sua produção e refrão otimista apertado com versos mais lentos. O crítico McRoth observou que a fauxa é a mais fascinante e a mais forte em XOXO.

## Performances ao vivo
A canção também foi incluída no set-list do festival de inverno do grupo com suas colegas de gravadora f(x), SM Town Week: "Christmas Wonderland", em 23 e 24 de dezembro no KINTEX em Goyang.

## Desempenho nas paradas
| Gráfico (2013)               | Melhores posições |
| ---------------------------- | ----------------- |
| Gaon Singles chart           | 81                |
| Gaon Monthly Singles chart   | 195               |
| Gaon Local Singles chart     | 81                |
| Gaon Streaming Singles chart | 199               |
| Gaon Download Singles chart  | 53                |
| Gaon Background Music chart  | 80                |
| Billboard K-Pop Hot 100      | 99                |

| Gráfico (2013)                           | Melhores posições |
| ---------------------------------------- | ----------------- |
| Gaon International Singles chart         | 39                |
| Gaon Monthly International Singles chart | 178               |